# 务本乡
务本乡，是中华人民共和国四川省攀枝花市仁和区下辖的一个乡镇级行政单位。

## 行政区划
务本乡下辖以下地区：
乌拉村、葩地村、垭口村和大火山村。